# Estació de Numància
Numància és una estació de les línies T1, T2 i T3 de la xarxa del Trambaix situada sobre l'Avinguda Diagonal, a l'altura del carrer Numància, al districte de les Corts de la ciutat de Barcelona. Es va inaugurar el 3 d'abril de 2004 amb l'obertura del Trambaix, inicialment entre Francesc Macià i Sant Martí de l'Erm. L'estació, que es troba entre el centre de l'avinguda i el lateral mar, disposa de dues andanes als costats situant-se les vies a la part del mig.
| Trambaix               |        |                               |                |                        |
| Procedència/Destinació | <      | Línia                         | >              | Procedència/Destinació |
| Francesc Macià         | L'Illa |                               | Maria Cristina | Bon Viatge             |
| Francesc Macià         | L'Illa | Llevant - les Planes          | Maria Cristina |                        |
| Francesc Macià         | L'Illa | Sant Feliu - Consell Comarcal | Maria Cristina |                        |